# Dicranopygium wedelii
Dicranopygium wedelii är en enhjärtbladig växtart som beskrevs av Gunnar Wilhelm Harling. Dicranopygium wedelii ingår i släktet Dicranopygium och familjen Cyclanthaceae. Inga underarter finns listade.